# Чемпіонат Вануату з футболу
Національна Суперліга Вануату (інша назва — Бред Кап ВФФ) (англ. VFF National Super League / VFF Bred Cup) — головне змагання з футболу з-поміж клубів Вануату. Також має назву Ліга чемпіонів ВФФ.
Ліга має напівпрофесіональний статус.

## Формат
З 2016 року Футбольна асоціація Порт-Віли більше не бере участі у вище вказаному змаганні. Це означає, що найкращі команди з семи футбольних асоціацій Вануату змагаються в 3-х групах, а дві найкращі команди від кожної з груп виходять до фінального раунду. Переможець фінального раунду кваліфікується в Лігу чемпіонів ОФК.
7 асоціацій наведені нижче:
| Асоціація                     | Ліга                     | Провінції |
| ----------------------------- | ------------------------ | --------- |
| Футбольна асоціація Тафеа     | Футбольна ліга Тафеа     | Тафеа     |
| Футбольна асоціація Шефи      | Футбольна ліга Шефи      | Шефа      |
| Футбольна асоціація Луганвіля | Футбольна ліга Луганвіля | Луганвіль |
| Футбольна асоціація Торби     | Футбольна ліга Торби     | Торба     |
| Футбольна асоціація Пенами    | Футбольна ліга Пенами    | Пенама    |
| Футбольна асоціація Санми     | Футбольна ліга Санми     | Санма     |
| Футбольна асоціація Малампи   | Футбольна ліга Малампи   | Малампа   |

## Список чемпіонів
| Сезон                     | Переможець           | Результат                    | Фіналіст            |
| ------------------------- | -------------------- | ---------------------------- | ------------------- |
| Бред Кап ВФФ              |                      |                              |                     |
| 2005                      | «Тафеа»              | Нічия. Перемога по пенальті. | «Ваум Юнайтед»      |
| 2006                      | Невідомо             | Невідомо                     | Невідомо            |
| 2007                      | Невідомо             | Невідомо                     | Невідомо            |
| 2008                      | «Порт-Віла Шаркс»    | 4–0                          | «Тафеа Горнетс»     |
| 2009                      | «Тафеа»              | 4–1                          | «Ваум Юнайтед»      |
| Національна Суперліга ВФФ |                      |                              |                     |
| 2010                      | «Амікаль»            | КС                           | «Тафеа»             |
| 2011                      | «Амікаль»            | КС                           | «Тафеа»             |
| 2012                      | «Амікаль»            | КС                           | «Тафеа»             |
| 2013                      | «Тафеа»              | 1–0                          | «Амікаль»           |
| 2014                      | «Тафеа»              | 3–1                          | «Амікаль»           |
| 2015                      | «Амікаль»            | 3–0                          | «Малампа Ревіворс»  |
| 2016                      | «Налькутан»          | КС                           | «Ваум Юнайтед»      |
| 2017                      | Не проводився        | Не проводився                | Не проводився       |
| 2018                      | «Еракор Голден Стар» | 1–1 (6–5 пен.)               | «Малампа Ревіворс»  |
| 2019                      | «Малампа Ревіворс»   | 2–1                          | «Фенау Теману Баку» |
| 2020                      | «Гелексі»            | 3–0                          | «Малампа Ревіворс»  |

## Великий фінал
Проводиться між переможцем Національної Суперліги ВФФ та переможцем Суперліги Топ-4 Порт-Віли.
| Сезон | Переможець           | Результат  | Фіналіст             |
| ----- | -------------------- | ---------- | -------------------- |
| 2017  | «Налькутан»          | 1–0        | «Еракор Голден Стар» |
| 2018  | «Еракор Голден Стар» | (6–5 пен.) | «Малампа Ревіворс»   |
| 2019  | «Малампа Ревіворс»   | 3–1        | «Гелексі»            |
| 2020  | «Гелексі»            | 3–0        | «Малампа Ревіворс»   |

## Виступи по клубах
Статистика виступів різних команд наведена нижче в таблиці:

| Клуб                 | Перемог | Фіналів | Чемпіонські роки       |
| -------------------- | ------- | ------- | ---------------------- |
| «Тафеа»              | 4       | 3       | 2005, 2009, 2013, 2014 |
| «Амікаль»            | 4       | 2       | 2010, 2011, 2012, 2015 |
| «Малампа Ревіворс»   | 1       | 3       | 2019                   |
| «Налькутан»          | 1       | –       | 2016                   |
| «Порт-Віла Шаркс»    | 1       | –       | 2008                   |
| «Ваум Юнайтед»       | –       | 4       | –                      |
| «Еракор Голден Стар» | 1       | 0       | 2018                   |
| «Тафеа Горнетс»      | –       | 1       | –                      |
| «Гелексі»            | 1       | 1       | 2020                   |